# 태국 총리
태국 총리(태국어: นายกรัฐมนตรีแห่งราชอาณาจักรไทย)는 태국의 정부수반으로서, 내각 의장을 겸한다. 1932년 시암 혁명 이후로 선출되었다.

## 역사
후에 "시암의 총리"로 바뀐 "시암 인민위원회 위원장"의 사무실은 1932년 임시헌법에 처음 만들어졌다. 이 사무실은 1932년 무혈혁명으로 시암이 의회민주주의가 되면서 영국 총리를 본떠 만들어졌다.

## 같이 보기
- 태국의 총리 목록
- 태국의 군주
- 태국의 군주 목록
- 태국 정부